# 오지마촌 (니가타현 미나미칸바라군)
오지마촌(大島村)은 니가타현 미나미칸바라군에 있던 촌이다. 

## 역사
- 1889년 4월 1일 - 정촌제 시행에 의해 미나미칸바라군 오지마촌이 성립하였다.
- 1955년 1월 1일 - 산조시, 쓰바메시에 편입되어 소멸하였다.

## 교통

### 철도
일본국유철도 야히코선이 통과하지만 지금은 쓰바메산조역이 설치되어 있지만, 당시에는 미개설 상태였다.
또한 동일본 여객철도 조에쓰 신칸센도 지나고 있지만 당시에는 미개통 상태였다. 

### 도로
- 1급 국도
  - 국도 제8호선

## 참고문헌
- 『市町村名変遷辞典』東京堂出版、1990年。